# رود مولوچنا
رود مولوچنا (انگلیسی: Molochna) یک رودخانه در استان زاپوریژیای کشور اوکراین است.